# چندشاخ

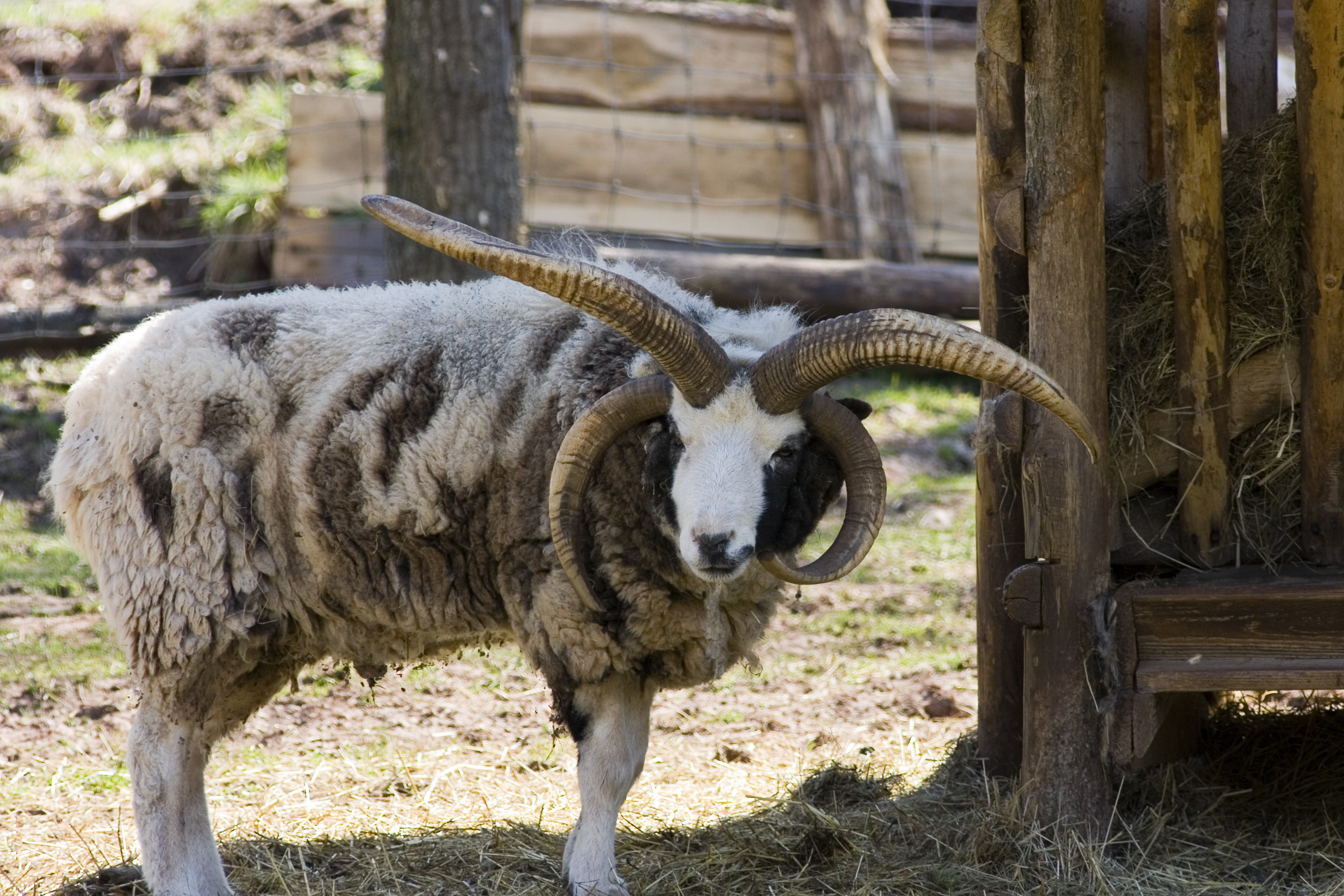
یک گوسفند جاکوب با وضعیت پلی سرات

چندشاخ (به انگلیسی: Polycerates) (به معنی "چند شاخ") جانورانی هستند که بیش از دو شاخ دارند.
چهار شاخ برای نژاد بز اتریشی Vierhornziege (بز چهارشاخ) فراوان است.

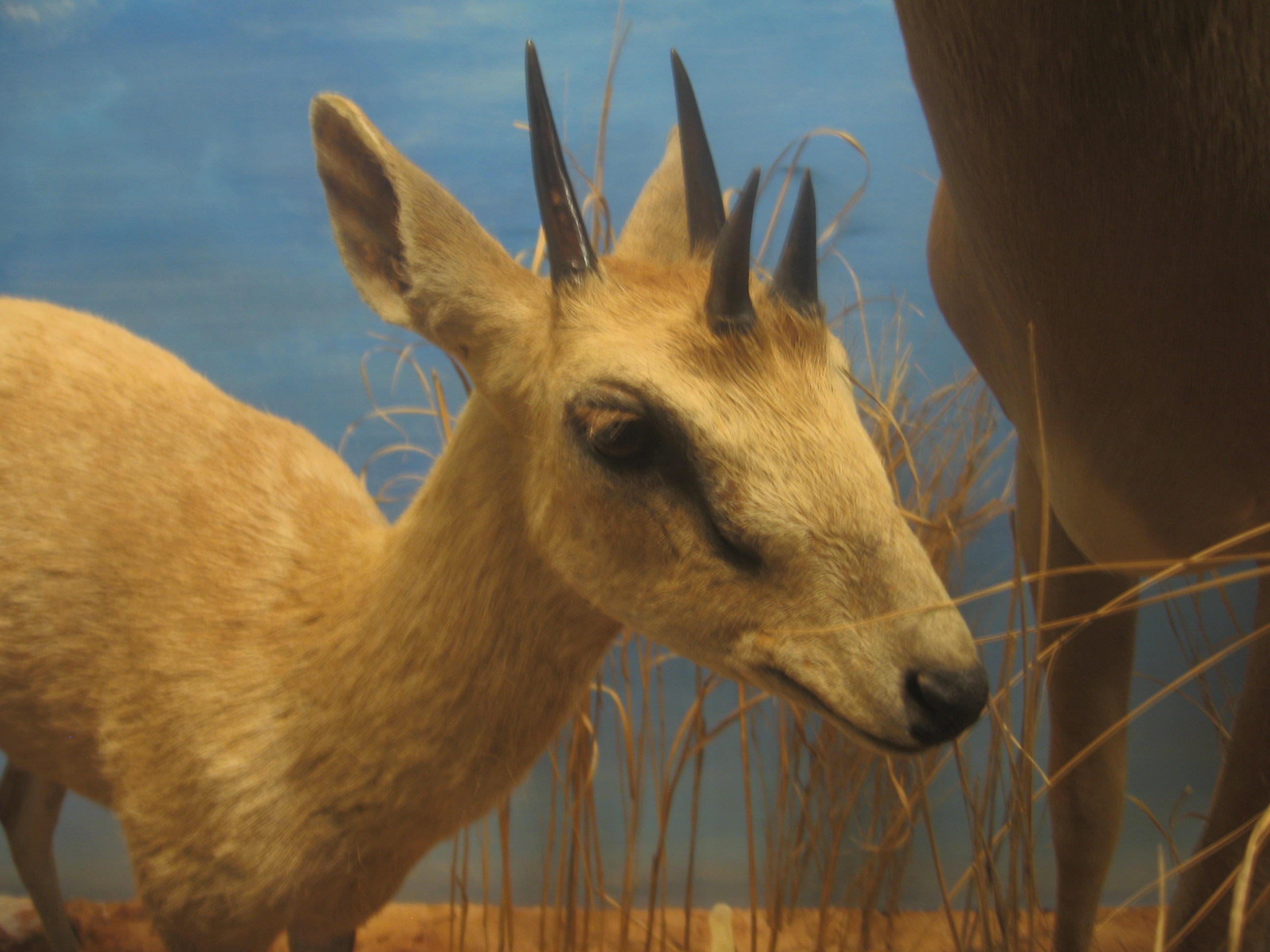
نمونه کل چهارشاخ حفظ‌شده

کل‌ها همچنین می‌تواند چندشاخ باشند، به عنوان مثال، کل یالدار آبی‌رنگ (Connochaetes taurinus). هر دو جنس به‌طور معمول دارای یک جفت شاخ خمیدهٔ بزرگ هستند.
سراستس (Cerastes)، یک مار شاخدار افسانه‌ای یونانی، گاهی با دو شاخ یا با چهار شاخ کوچک توصیف می‌شود.